# Scooby-Doo 2: Monsters Unleashed
Scooby-Doo 2: Monsters Unleashed (titulada Scooby-Doo 2: Monstruos sueltos en Hispanoamérica y Scooby-Doo 2: Desatado en España) es una película dirigida por Raja Gosnell y protagonizada por Freddie Prinze, Jr., Sarah Michelle Gellar, Linda Cardellini, Matthew Lillard y Neil Fanning. Es la secuela de Scooby-Doo (2002) y se estrenó en 2004.

## Sinopsis
Alguien ha aparecido en la ciudad con la intención de acabar con Misterios S.A.
Con la ayuda de una máquina, ha recreado a los antiguos villanos del grupo y éstos tendrán que ponerse en marcha para pararle los pies. Así será como Shaggy (Matthew Lillard), Vilma (Linda Cardellini), Daphne (Sarah Michelle Gellar), Fred (Freddie Prinze, Jr.) y el perro Scooby-Doo (Neil Fanning) decidan resolver el misterio para recuperar la reputación de Misterios S.A. Lo que no imaginan es que Velma se enamorará de Patrick (Seth Green) y que una reportera (Alicia Silverstone) les seguirá allá donde vayan.

## Argumento
En la ciudad de Coolsville, se realiza la inauguración de un Museo de Criminología, el cual cuya primera exposición será en honor a todos los casos resueltos por la pandilla Misterio a la Orden, la cual es conformada por Fred Jones (Freddie Prinze Jr.), Daphe Blake (Sarah Michelle Gellar), Velma Dinkley (Linda Cardellini), Shaggy Roggers (Matthew Lillard) y el gran danés Scooby Doo. Todos son unas celebridades y cuentan con grupos de admiradores.
En la gala también se encuentra la reportera Heather Jasper-Howe (Alicia Silverstone) junto con su camarógrafo Ned (Zahf Paroo), quienes siempre siguen de cerca los pasos de la pandilla. También se encuentra Jeremiah Wickles (Peter Boyle), un antiguo villano que le tiene gran rencor a la pandilla.
Dentro del museo, Fred le explica a la prensa que todos los disfraces de los monstruos falsos que han capturado fueron donados para su exposición. Durante la gala, Shaggy y Scooby se ponen nerviosos al mirar el disfraz del Fantasma Pterodáctilo parpadear. También ahí se encuentra Patrick Wisely (Seth Green), el encargado del museo y por quien Velma siente algo, sin embargo, a pesar de que se muestra que sus sentimientos son correspondidos, sus propias inseguridades la hacen negar una cita con él.
En la noche, las luces del museo se apagan inexplicablemente, seguido por un rayo que impacta en una ventana y asusta a todo el mundo. Daphne percibe un extraño humo verde detrás de una de las cortinas, al correrlas, se revela que se trata de la exposición del Fantasma Pterodáctilo, el cual está vivo, destruye la vitrina y emprende el vuelo, iniciando un ataque contra los presentes. La pandilla traza un plan improvisado de usar las cortinas y sogas para atarlo. Shaggy y Scooby intentan inmovilizarlo, pero colocan mal las cuerdas, lo que termina con el fantasma libre y ambos siendo arrastrados por él, al haber quedado amarrados con la soga.
La pandilla, intentando salvarlos, son amenazados por un Enmascarado, que asegura acabar con ellos y su reputación. Daphe utiliza la espada del disfraz del Pirata Barba Roja para cortar la soga y liberar a sus amigos. El Pterodáctilo escapa junto con el Enmascarado, llevándose los disfraces del Caballero Negro y el Fantasma Eléctrico. Sin embargo, Velma encuentra una entrada secreta usada por el fantasma para infiltrarse, y una rara escama encajada en la abertura.
Al día siguiente, en la base de Misterio a la Orden, los chicos ven como el noticiero de Hether Jasper-Howe empieza a difamarlos, debido a su fallo para atrapar al fantasma y los destrozos que hicieron Shaggy y Scooby en el proceso. Los dos amigos, sintiéndose mal por sus actos torpes que terminan perjudicando a sus amigos, se deciden a empezar a actuar como verdaderos detectives.
En el laboratorio, Velma analiza la escama, dándose cuenta de que se trata de un verdadero fantasma. Los chicos, intentando averiguar el causante de esto, investigan en su base de datos, descubriendo que el criminal detrás de ese disfraz fue el Doctor Jonathan Jacobo (Tim Blake Nelson). Velma explica que Jacobo causaba caos en la ciudad usando el disfraz, con el fin de robar fondos y financiar sus fallidos experimentos para crear monstruos reales, sin embargo, desestima la idea de que pueda ser el culpable, ya que tres años antes había intentado escapar de la prisión y se había ahogado en el proceso.
Daphne continúa investigando en la base de datos, descubriendo que Jeremiah Wickles (quien había sido arrestado por la pandilla al ser el Caballero Negro) había sido compañero de celda de Jacobo y salió de prisión. Como única pista, los chicos se dirigen a la Mansión Wickles.
Después de pasar varias desventuras, como ser atrapados en una esfera gigante al tocar el timbre, entran a la mansión, separándose para encontrar una pista. Fred, Daphne y Velma descubren un raro libro en la biblioteca, al analizarlo, Velma descubre un antiguo texto celta, el cual es un manual detallado para crear monstruos reales y perteneció a Jacobo, deduciendo que posiblemente se lo entregó antes de morir.
Mientras tanto, Shaggy y Scooby, entre sus travesuras, descubren un papel que indica un lugar llamado el Fantasma Falso. En su celebración por haber encontrado una pista, son atacados por el Fantasma del Caballero Negro. Huyen a una habitación y son auxiliados por los chicos, pero Fred termina noqueado. Daphne se enfrenta al fantasma mientras Velma usa el libro para encontrar algún punto débil. Justo antes de que el Caballero Negro acabe con Daphne, Velma lo golpea en su entrepierna deduciendo su punto débil, permitiendo que la pandilla pueda escapar.
De vuelta en su base, Shaggy y Scooby se escapan para dirigirse al Fantasma Falso. Velma, analizando la muestra del Pterodáctilo y lo encontrado en el libro, descubre que uno de sus componentes es randamonium, el desecho de las minas de plata y un ingrediente esencial en la creación de monstruos. Con esta información, se deciden ir a la mina abandonada de Coolsville para investigar, pero en ese momento llega Patrick, asustando a Velma por saber que quiere invitarla a salir.
Daphne trata de darle aliento y le da un cambio de look drástico. Decididos a salir juntos para alentar a su amiga.
Shaggy y Scooby llegan al Fantasma Falso, descubriendo que es un bar en donde se reúnen todos los villanos salidos de prisión que la pandilla arrestó en su momento. Sabiendo que sería un suicidio entrar, se disfrazan para escabullirse. Dentro, se encuentras con Wickles, pero no logran sacarle información de los ataques. Mientras Shaggy va al baño, Scooby termina bailando con todos sus antiguos enemigos, descubriéndose sacándose la peluca que llevaba puesta y después para delatar a Shaggy quitándole accidentalmente su sombrero. Ambos se ven obligados a huir a través de un ducto de basura.
Durante la cita, Patrick dice a Velma que, aunque le agrada su look, no es ella misma. En la conversación, pasan por el museo, que está rodeado por policías y reporteros, mientras Velma sigue a Patrick dentro, Hether le pregunta a Fred sobre el robo de los disfraces, revelando que todos los disfraces de la exposición fueron robados. Patrick, totalmente alterado, deja atrás a una entristecida Velma. Mientras que la presión de los medios obliga a decir a Fred que Coolsville es horrible, desatando más ataques de la prensa sobre la pandilla.
Daphne confronta sola a Hether, quien le echa en cara que no tiene un papel específico en la pandilla. Sin embargo, unas palabras de la mujer hacen sospechar a la detective que se trata del Enmascarado, algo que se desmiente cuando el susodicho aparece en el tejado del museo, volviendo a amenazar a la pandilla.
Mientras Shaggy y Scooby salen del Fantasma Falso dirigiéndose a la mina, se encuentran con Patrick, amenazando a un hombre para que investigue sobre los disfraces robados, provocando también una sospecha en los amigos. Ambos ven a Wickles entrando a la mina y lo siguen.
Sin embargo, al entrar, lo terminan perdiendo. Mientras deambulan en el lugar, se terminan encontrando con uno de los Esqueletos, al escapar, descubren un ascensor secreto y lo usan, llegando a un laboratorio subterráneo. Ahí, Scooby bebe una pócima de un refrigerador pensando que es limonada, siendo transformando en una especie de alienígena. Shaggy, intentando ayudar a su amigo, termina probando otra pócima. Después de varias transformaciones y una pelea, Shaggy hace estallar una poción abriendo un hueco en una de las paredes.
Momentos atrás, Daphne, Fred y Velma llegan a la mina. Se encuentran con Wickles, supuestamente planeando con sus compinches, pero se revela que en realidad son inversionistas, que planean junto con él la idea de convertir la mina en una atracción infantil. Aquí se revela que Wickles verdaderamente nunca fue amigo de Jacobo, pero un comentario en falso de Daphne hace que los inversionistas se retiren, permitiendo que los amigos puedan interrogar al hombre. Sin embargo, la explosión causada por Shaggy y Scooby los hace ir al laboratorio, permitiendo que Wickles se vaya.
Al llegar y encontrándose con sus amigos, Velma traduce un extraño texto que se encontraba sobre el agujero causado por la explosión: “Aquel que entre a la cueva de los monstruos peligra, dentro, sus miedos cobrarán vida”. Dentro, descubren una gigantesca máquina que contiene los disfraces del museo, deduciendo que necesita los disfraces para darles vida y crear a los monstruos, dándose cuenta de que debió obtener el disfraz del Fantasma Pterodáctilo antes del robo, haciendo creer a Velma que el culpable es Patrick.
Mientras van a investigar una rara luz, Shaggy y Scooby deciden investigar la máquina. En el proceso, terminan activando un raro control circular que empieza a encender el armatoste y les da vida a varios monstruos: el Zombi, el Fantasma del Minero, el Capitán Cutler y el Monstruo de Brea. Sus amigos llegan y Fred, por indicación de Velma, logra arrancar el control circular para desactivar la máquina. La pandilla escapa por el ascensor, siendo atacados por el Fantasma Eléctrico y los Esqueletos, separándose para ser perseguidos por diferentes monstruos. Daphne, Fred y Velma logran llegar a la Máquina del Misterio y escapan del Fantasma Eléctrico para buscar a sus amigos.
Shaggy y Scooby llegan a un barranco y usando unas tapas de basura, se deslizan siendo seguidos por los Esqueletos. Después de varias maniobras de Scooby, logra que se impacten contra un árbol y terminen hechos pedazos. Logran reunirse de nuevo con sus amigos en la máquina. Decididos a que en la base los buscarán los monstruos, Velma sugiere otro lugar para esconderse.
Mientras tanto, el Enmascarado manda a sus monstruos a atacar Coolsville, exigiendo que entreguen a Misterio a la Orden para que deje a la ciudad, pues teme que mientras el control maestro de su máquina esté con los chicos, descubran como usarlo para acabar con sus creaciones. Esto provoca que todos sus admiradores se vuelvan en su contra. Todo esto es visto por la pandilla en un televisor instalado en su camioneta.
Al final llegan al lugar sugerido por Velma, su viejo club de la preparatoria antes de que alcanzaran su fama. Una vieja choza situada en un parque abandonado junto a un lago. Dentro, Daphne, Fred y Velma ven sus viejas pertenencias, en especial una foto de los cinco juntos cuando eran jóvenes, divirtiéndose con un platillo volador y con Scooby. Aquí, se dan cuenta de que antes resolvían sus casos únicamente por diversión y no por fama o demostrarle algo a alguien. Velma observa su viejo receptor de imágenes, dándose cuenta de que el randamonium puede usarse de forma inversa, teniendo que reprogramar el control maestro que tienen con ellos, llevarlo a la cueva para instalarlo en la máquina y destruir a todos los monstruos a los que les ha dado vida.
Shaggy y Scooby se entristecen al ver a sus amigos trabajar sin ellos, arrepintiéndose por haber activado sin querer la máquina. Mientras hablan, el Capitán Cutler emerge del agua, los amigos van a informarle al resto de la pandilla, lo que los obliga a huir con el control maestro para que Velma lo termine. El fantasma atrapa la camioneta usando su arpón y evita que puedan avanzar, Fred ve una oportunidad y retrocede, golpeando al fantasma y permitiendo que puedan huir de regreso a la ciudad.
Ya entrando, Velma termina las configuraciones del control maestro, pero son atacados por el Pterodáctilo y el Zombi, quien intenta chocarlos con un tráiler. Después de una serie de incidentes (como por poco ser sacados de la camioneta y que Scooby termine en el volante), logran llegar a la mina y despistar a los dos monstruos. Sin embargo, llegando se encuentran con el Caballero Negro y el Fantasma Eléctrico, quedándose Fred y Daphne para enfrentarlos respectivamente, pero siendo derrotados casi en el momento.
Mientras tanto, Velma, Shaggy y Scooby intentan llegar a la cueva, pero la entrada era vigilada por los Esqueletos. Velma le entrega el control a Shaggy para distraer a los esqueletos y le indica el botón que debe presionar, viendo la poca confianza de sus amigos, la chica les da unas palabras de aliento y los anima a continuar. Sin embargo, terminan siendo perseguidos por el Fantasma del Minero.
La pandilla logra escapar de sus monstruos; Fred y Daphne hacen estallar al Caballero Negro y al Fantasma Eléctrico, conectando entre ellos un par de cables de corriente. Shaggy y Scooby hacen que el Fantasma del Minero se queme con su propio aliento de fuego y se comen al Fantasma de Caramelo. Y Velma salta a través de un ducto, que termina cayendo sobre los Esqueletos, volviéndolos a romper en pedazos.
La chica pierde sus lentes, pero termina llegando a una rara habitación, se encuentra con un recorte de periódico y lo guarda al no poder verlo bien. Mientras sigue avanzando, se da cuenta de que es un altar en honor a Jonathan Jacobo. Ahí, se encuentra con Patrick, quien le devuelve sus lentes. Esto hace que Velma crea fervientemente que es el culpable y huye, llegando a una parte alta del laboratorio, en donde termina cayendo por un agujero.
Sin embargo, Patrick la salva y le demuestra que no es el Enmascarado, sin embargo, en ese momento llega el Pterodáctilo, que se lo termina llevando. En ese momento, también llegan Fred y Daphne, quienes le preguntan sobre el control. Después de que la chica les dice que se lo dio a Shaggy y Scooby, salen a buscarlos, encontrándolos justo después de comerse al fantasma. Al regresar al laboratorio, se vuelven a encontrar con los monstruos y el Enmascarado, que se encontraba sobre el mismo pasillo levadizo por el que Velma cayó.
Intentando llegar a la base de la máquina, los chicos terminan siendo atrapados por el Monstruo de Brea, se pasan entre ellos el control, quedándoselo Shaggy y también siendo atrapado. Scooby, siendo el único, choca con un extintor, lo toma y lo esparce sobre Shaggy, congelando la brea y liberando parcialmente a su amigo. El perro sube en el monstruo y lo congela, pasa al resto de los monstruos y su amigo le lanza el control, logrando tomarlo antes del Pterodáctilo.
Scooby pone el control en la base y lo activa, provocando que todos los monstruos sean destruidos y vuelvan a ser disfraces sin vida, liberando al resto de la pandilla. El Enmascarado intenta escapar, pero cae en el agujero y termina colgando de su disfraz.
La pandilla sale, siendo recibida por sus admiradores, la prensa y la policía. Ahí, revelan que el Enmascarado era realmente Hether Jasper-Howe, y que cuando Daphne la culpó, su camarógrafo, Ned, se puso el disfraz y amenazó a la pandilla para desestimar la teoría de la detective. Sin embargo, Velma revela que Hether en realidad es Jonathan Jacobo usando una máscara: llegó a esa conclusión al ver el recorte de periódico que tomó del altar, el cual es una fotografía del museo cuando estaba apenas en su construcción y dónde aparece, cuando se supone que había muerto un año antes de que la construcción empezara. Después de que logró escapar, se hizo pasar por Hether para que la prensa los atacara e inculpó a Wickles poniendo su libro y al Fantasma del Caballero Negro en su mansión. Jacobo y Ned son puestos bajo arresto.
Después de esto, Velma deja atrás sus inseguridades y acepta una cita con Patrick, Fred está feliz por ser nuevamente querido en la ciudad, pero acepta que se siente mejor estando con Daphne, besándola, mientras que Shaggy y Scooby aceptan nuevamente su lugar en la pandilla.
La película finaliza con una imagen de toda la pandilla festejando en el Fantasma Falso.

## Reparto
- Freddie Prinze, Jr. es Fred Jones.
- Sarah Michelle Gellar es Daphne Blake.
- Linda Cardellini es Vilma Dinkley.
- Matthew Lillard es Shaggy Rogers.
- Neil Fanning es Scooby-Doo.
- Seth Green es Patrick Wisely.
- Peter Boyle es Jeremiah Wickles.
- Tim Blake Nelson es Doctor Jonathan Jacobo.
- Alicia Silverstone es Heather Jasper-Howe.
- Zahf Paroo es Ned.
- Gabriéla Daza es Nicole Stewart.

## Recepción
El 24 de marzo de 2004, la película recaudó 29 438 331 de dólares (más de 3312 cines, 8888 dólares de promedio) en su primer fin de semana. Es su país recaudó 84 216 833 de dólares, y obtuvo 181 466 833 en todo el mundo, cifras inferiores a las de Scooby-Doo, que recaudó 275 650 700 de dólares en todo el mundo dos años antes. También se clasificó como número uno en la taquilla. Es la película número 28 en la lista de más exitosas de 2004.
Al igual que la primera película, la respuesta de la crítica fue en su mayoría negativa, obteniendo una puntuación de 21% en Rotten Tomatoes, y un 34 en Metacritic, lo que indica «en general, comentarios negativos».

## Estreno
| País                   | Estreno                                               |
| ---------------------- | ----------------------------------------------------- |
| Bélgica                | Miércoles, 24 de marzo de 2004                        |
| Filipinas              | Miércoles, 24 de marzo de 2004                        |
| Portugal               | Jueves, 25 de marzo de 2004                           |
| Canadá                 | Viernes, 26 de marzo de 2004                          |
| Dinamarca              | Viernes, 26 de marzo de 2004                          |
| Malasia                | Viernes, 26 de marzo de 2004                          |
| Noruega                | Viernes, 26 de marzo de 2004                          |
| Suecia                 | Viernes, 26 de marzo de 2004                          |
| Singapur               | Viernes, 26 de marzo de 2004                          |
| Tailandia              | Viernes, 26 de marzo de 2004                          |
| Estados Unidos         | Viernes, 26 de marzo de 2004                          |
| México                 | Miércoles, 31 de marzo de 2004                        |
| Argentina              | Jueves, 1 de abril de 2004                            |
| Australia              | Jueves, 1 de abril de 2004                            |
| Suiza                  | Jueves, 1 de abril de 2004 (Región germanoparlante)   |
| Alemania               | Jueves, 1 de abril de 2004                            |
| Israel                 | Jueves, 1 de abril de 2004                            |
| Nueva Zelanda          | Jueves, 1 de abril de 2004                            |
| Perú                   | Jueves, 1 de abril de 2004                            |
| Eslovaquia             | Jueves, 1 de abril de 2004                            |
| Austria                | Viernes, 2 de abril de 2004                           |
| Bulgaria               | Viernes, 2 de abril de 2004                           |
| Brasil                 | Viernes, 2 de abril de 2004                           |
| Chile                  | Viernes, 2 de abril de 2004                           |
| España                 | Viernes, 2 de abril de 2004                           |
| Reino Unido            | Viernes, 2 de abril de 2004                           |
| Grecia                 | Viernes, 2 de abril de 2004                           |
| Irlanda                | Viernes, 2 de abril de 2004                           |
| Islandia               | Viernes, 2 de abril de 2004                           |
| Panamá                 | Viernes, 2 de abril de 2004                           |
| Polonia                | Viernes, 2 de abril de 2004                           |
| Venezuela              | Viernes, 2 de abril de 2004                           |
| Sudáfrica              | Viernes, 2 de abril de 2004                           |
| Indonesia              | Sábado, 3 de abril de 2004                            |
| Suiza                  | Miércoles, 7 de abril de 2004 (Región francoparlante) |
| Egipto                 | Miércoles, 7 de abril de 2004                         |
| Francia                | Miércoles, 7 de abril de 2004                         |
| Países Bajos           | Miércoles, 7 de abril de 2004                         |
| Hong Kong              | Jueves, 8 de abril de 2004                            |
| Hungría                | Jueves, 8 de abril de 2004                            |
| Eslovenia              | Jueves, 8 de abril de 2004                            |
| Emiratos Árabes Unidos | Viernes, 9 de abril de 2004                           |
| Estonia                | Viernes, 9 de abril de 2004                           |
| Finlandia              | Viernes, 9 de abril de 2004                           |
| Italia                 | Viernes, 9 de abril de 2004                           |
| Baréin                 | Miércoles, 14 de abril de 2004                        |
| Turquía                | Viernes, 16 de abril de 2004                          |
| República Checa        | Jueves, 22 de abril de 2004                           |
| India                  | Viernes, 23 de abril de 2004                          |
| Kuwait                 | Miércoles, 28 de abril de 2004                        |
| Líbano                 | Jueves, 29 de abril de 2004                           |
| Corea del Sur          | Viernes, 30 de abril de 2004                          |
| Gabón                  | Lunes, 3 de mayo de 2004                              |
| Georgia                | Jueves, 24 de junio de 2004                           |
| Japón                  | Sábado, 16 de octubre de 2004                         |
| Chad                   | Jueves, 18 de noviembre de 2004                       |
| Argelia                | Sábado, 21 de noviembre del 2004                      |
| Togo                   | Jueves, 2 de diciembre de 2004                        |
| Zambia                 | Viernes, 24 de diciembre de 2004                      |
| Mozambique             | Domingo, 20 de febrero de 2005                        |
| Etiopía                | Martes, 22 de febrero de 2005                         |
| Botsuana               | Jueves, 24 de febrero de 2005                         |
| Uganda                 | Miércoles, 20 de julio de 2005                        |
| Gambia                 | Lunes, 20 de febrero de 2012                          |
| Namibia                | Domingo, 8 de abril de 2012                           |

## Monstruos
1. El Fantasma del Caballero Negro
2. El Fantasma eléctrico
3. Los Esqueletos
4. El Fantasma del Pterodactilo
5. Gallinastein
6. La Bruja de Ozark
7. El Fantasma del Capitán Cutler
8. El Fantasma de Barbarroja
9. El Monstruo de brea
10. Zentuo
11. El Jinete sin Cabeza de Halloween
12. El Fantasma del Caramelo
13. El Fantasma del Minero
14. El Payaso Fantasma
15. Space Kook
16. El Fantasma de Milo Booth
17. El Fantasma de Merlín
18. El Espíritu Senderismo
19. El Hombre Lobo
20. El Sombras Fantasma
21. El Fantasma del Vikingo
22. El Zombi
23. El Fantasma del Mr. Hyde
24. El Médico Brujo
25. El Fantasma de Finnyan MacDuff
26. El Vikingo
27. La Sirena
28. El Dr. Coffin
29. El Caballero Negro (compañero de El Fantasma de Merlín)

## Banda sonora
1-"Don't Wanna Think About You" por Simple Plan.
2-"You Get What You Give" por New Radicals. 
3-"Boom Shack-A-Lak" por Apache Indian. 
4-"We Wanna Thank You (The Things You Do)" por Big Brovaz (UK theme song - bonus track). 
5-"The Rockafeller Skank" por Fatboy Slim. 
6-"Wooly Bully" por Bad Manners. 
7-"The Real Slim Shady" por Eminem.
8-"Shining Star" por Ruben Studdard.
9-"Flagpole Sitta" por Harvey Danger.
10-"Get Ready for This" por 2 Unlimited.
11-"Play That Funky Music" por Wild Cherry. 
12-"Here We Go" by Bowling por Soup. 
13-"Wanted Dead or Alive" por Bon Jovi.
14-"Love Shack" por The B-52's. 
15-"Strippin' in Honey" por Snoop Dog.
16-"Friends Forever" por Puffy AmiYumi.
17"Circle Backwards" por Mark Provar.
PN

## Precuela
Una producción de Cartoon Network, una precuela hecha para televisión, Scooby-Doo: The Mystery Begins, filmada el 4 de agosto de 2008 en Vancouver.

## Tercera película cancelada
En octubre de 2002, durante el rodaje de Scooby-Doo 2 , Warner Bros. aprobó la producción de una tercera película. Dan Forman y Paul Foley fueron contratados para escribir el guion de Scooby-Doo 3 . En agosto de 2004, Matthew Lillard dijo en una entrevista que la tercera película de Scooby-Doo fue cancelada porque la segunda no había funcionado tan bien como se esperaba, lo que atribuyó a que Warner Bros. la estrenó en un momento inapropiado.
En una entrevista de 2019, James Gunn reveló que estaba listo para escribir y dirigir, pero la película no se llevó a cabo debido a la decepción financiera de la película anterior, afirmando que "aunque le fue bien, no le fue lo suficientemente bien". para justificar una tercera parte, por lo que la película nunca se hizo". 
Gunn tuiteó que la trama de la película cancelada era que "La pandilla de Mystery Inc. es contratada por un pueblo de Escocia que se queja de que los monstruos los acosan, pero descubrimos a lo largo de la película que los monstruos son en realidad las víctimas. Scooby y Shaggy tienen que venir". aceptar sus propios prejuicios y estrechos sistemas de creencias".